# Karelinia
Karelinia es un género monotípico de plantas fanerógamas de la familia de las asteráceas. Su única especie: Karelinia caspia,

## Descripción
Es una hierba, perennifolia. La hojas son alternas, elíptico-oblongas, enteras, no decurrentes, poco peludas. Capítulos heterógamos, disciformes, terminales. Brácteas ampliamente oblongas. Los frutos en forma de aquenios, sin conductos de resina, peludos, con pelos rectos. Vilano con las cerdas, en una fila. El número de cromosomas es de x = 10.

## Distribución y hábitat
Se encuentra en el desierto de Gobi, en las dunas, y praderas salinas; a una altitud de 900-1300 metros, en Gansu, Mongolia Interior, Qinghai, Xinjiang en China y en Kazajistán, Mongolia, Rusia, Turkmenistán, suroeste de Asia (Irán, Turquía).

## Taxonomía
Karelinia caspia fue descrita por (Pall.) Less. y publicado en Linnaea 9: 187–188. 1834.
Sinonimia
- Pluchea caspia (Pall.)
- Serratula caspia Pall. basónimo[4]